# Namco
Namco Ltd. (株式会社ナムコ, Kabushiki Kaisha Namuko) je japanska korporacija najpoznatija kao bivši proizvođač i izdavač videoigara. Nakon spajanja s Bandaijem u rujnu 2005. godine, dvije tvrtke su se za proizvodnju videoigara nazvale Namco Bandai Games, 31. ožujka 2006. godine. Namco Ltd. je ponovno uspostavljen za izradu videoarkada i zabavnih parkova. Sjedište im je u Ōti, Tokiju, Japanu.
Namco je bio glavni pokretač za vrijeme zlatnog doba arkadnih videoigara. Njihov najpoznatiji naslov, Pac-Man je postao najprodavanija arkadna igra u povijesti i međunarodna ikona popularne kulture.

## Vanjske poveznice
- Službena stranica - Namco Ltd.
- Službena stranica - Namco America  Arhivirana inačica izvorne stranice od 11. travnja 2016. (Wayback Machine)
- Službena stranica - Namco Entertainment  Arhivirana inačica izvorne stranice od 9. lipnja 2010. (Wayback Machine)
- Službena stranica - Namco Operations Europe  Arhivirana inačica izvorne stranice od 8. kolovoza 2012. (Wayback Machine)